# Marco Foscarini
Marco Foscarini (ur. 4 lutego 1696 w Wenecji, zm. 31 marca 1763, tamże) – 117. doża Wenecji, od 30 marca 1762 do swej śmierci.
Jego ojcem był Nicolo Foscarini. Studiował na uniwersytecie w Bolonii. Jego wielką pasją była literatura. Dożą był jedynie przez rok, co było z kolei uwieńczeniem długiej kariery urzędniczej i politycznej; był kolejno Savio di Terraferma, (zarządcą terraferma – "terytorium państwa poza samym miastem Wenecja, dyplomatą, prokuratorem św. Marka (Procuratore di San Marco) i Savio del Consiglio (członkiem rady republiki).

## Życiorys
Urodził się 4 lutego 1696, jako drugie dziecko w rodzinie. Dlatego początkowo nie miał wielu pieniędzy, posiadał jednak jeden z lepszych umysłów w dziejach Republiki Weneckiej. Studiował na Accademia dei nobili di San Francesco Saverio w Bolonii. Przez ten okres życia odbył kilka udanych misji dyplomatycznych do Rzymu i Turynu. Dostrzeżono jego erudycję. Słynny dramaturg wenecki Gasparo Gozzi był jego częstym gościem. Jak wszyscy ówcześni uczeni, Marco Foscarini zbierał stare manuskrypty. Stworzył prawdziwe archiwum. Gdy został prokuratorem Św. Marka znów podjął działalność dyplomatyczną, lecz szybko powrócił do działalności literackiej. Zajmował się sztuką retoryki i przemawiania.

## 1745
Rok 1745 był punktem zwrotnym w karierze i życiu Foscariniego. Jego krewny, bardzo bogaty Pietro Foscarini, nie posiadający spadkobierców, uczynił go swym jedynym dziedzicem. Żoną Marca Foscariniego została wówczas Elisabetta Corner, wdowa po Pietrze, lub jak chciały złośliwe języki, była konkubina Pietra Foscariniego.

## Jako doża Wenecji
Został dożą zwykłą wenecką drogą, czyli przekupstwa. W anonimowych rysunkach pojawiających się wówczas w mieście przedstawiano jego żonę stosującą korupcję przeciw mężowi. Elisabetta Corner była na nich przedstawiona jako Maria Teresa Habsburg – ambitna władczyni. Po śmierci męża żona musiała zapłacić jego długi w wysokości 250 000 dukatów.